# Eishockey-Regionalliga 2023/24
In der Saison 2023/24 sind die Regionalligen Nord, Ost, Nordrhein-Westfalen und Südwest sowie die diesen gleichgestellte Bayernliga die vierthöchsten Ligenstufen im deutschen Eishockey.
Seit die Regionalligavereine des EHV NRW beschlossen, keine Mannschaften von außerhalb Nordrhein-Westfalens mehr in der ehemaligen Regionalliga West spielen zu lassen, treten die Vereine aus Rheinland-Pfalz, EHC Neuwied und EG Diez-Limburg, in der belgisch-niederländischen BeNe League an. Die hessischen Luchse Lauterbach wechseln in die Regionalliga Ost. Für Rheinland-Pfalz ist zusätzlich eine Extrarunde vorgesehen, in der ein Aufsteiger in die Oberliga Nord ausgespielt wird. Der Meister der Regionalliga NRW hat kein Aufstiegsrecht.

## Regionalliga Nord
Die Regionalliga Nord für Mannschaften aus Niedersachsen, Hamburg, Bremen, Schleswig-Holstein und Mecklenburg-Vorpommern wird federführend vom Landeseissportverband Niedersachsen (NEV) für den sogenannten Nordverbund, bestehend aus den Landesverbänden der beteiligten Bundesländer, durchgeführt.

### Teilnehmer
Die Liga spielt mit neun Mannschaften. Aus der Verbandsliga Nord ist der TuS Harsefeld Tigers wieder aufgestiegen. Die Crocodiles Hamburg, nach Insolvenz aus der Oberliga abgestiegen, zogen die Meldung für die Regionalliga wieder zurück.
- Adendorfer EC
- EC Harzer Falken
- Weserstars Bremen
- Hamburger SV
- TuS Harsefeld Tigers (Aufsteiger aus der Verbandsliga Nord)
- Salzgitter Icefighters
- CE Timmendorfer Strand
- ECW Sande (Titelverteidiger)
- ERC Wunstorf Lions

### Modus und Termine
Die teilnehmenden Mannschaften spielen ab 1. Oktober 2023 in einer 1,5fach-Runde die acht Teilnehmer für die Play-offs aus. Diese beginnen im März 2024 und werden im Modus „Best-of-Three“ ausgespielt. Der Sieger steigt als Meister der Regionalliga Nord in die drittklassige Oberliga Nord auf. Das letztplatzierte Team nach der Hauptrunde spielt eine Relegation (Hin- und Rückspiel) gegen den Meister der Verbandsliga Nord um den Ligaverbleib.

### Hauptrunde
|    | Mannschaft             | Sp | S3 | S2 | N1 | N0 | Tore    | Diff. | Pkte |
| -- | ---------------------- | -- | -- | -- | -- | -- | ------- | ----- | ---- |
| 1. | Harzer Falken          | 24 | 19 | 1  | 1  | 3  | 157:61  | +94   | 60   |
| 2. | CE Timmendorfer Strand | 24 | 18 | 1  | 1  | 4  | 136:64  | +72   | 57   |
| 3. | ECW Sande (M)          | 24 | 17 | 0  | 1  | 6  | 125:65  | +60   | 52   |
| 4. | Adendorfer EC          | 24 | 12 | 2  | 2  | 8  | 132:94  | +38   | 42   |
| 5. | Salzgitter Icefighters | 24 | 9  | 4  | 2  | 9  | 91:88   | +3    | 35   |
| 6. | Harsefeld Tigers (N)   | 24 | 10 | 1  | 1  | 12 | 93:103  | −10   | 33   |
| 7. | Weserstars Bremen      | 24 | 9  | 0  | 0  | 15 | 118:137 | −19   | 27   |
| 8. | Hamburger SV           | 24 | 5  | 1  | 1  | 17 | 71:127  | −54   | 18   |
| 9. | ERC Wunstorf Lions     | 24 | 0  | 0  | 0  | 24 | 46:230  | −184  | 0    |

Abkürzungen: Sp = Spiele, S3 = Siege, S2 = Siege nach Verlängerung oder Penaltyschießen, N1 = Niederlagen nach Verlängerung oder Penaltyschießen, N0 = Niederlagen, (M) = Meister der Vorsaison, (N) = Aufsteiger
Qualifiziert für die Play-offs Absteiger in die Verbandsliga Nord

### Playoffs
Die Playoffs werden, ab März 2024, in allen Runden im Modus best-of-three ausgespielt.
| Viertelfinale | Viertelfinale          | Viertelfinale |   |                        | Halbfinale    | Halbfinale | Halbfinale |  |  | Finale | Finale | Finale |
|               |                        |               |   |                        |               |            |            |  |  |        |        |        |
| 1             | Harzer Falken          | 2             |   |                        |               |            |            |  |  |        |        |        |
| 8             | Hamburger SV           | 0             |   |                        |               |            |            |  |  |        |        |        |
|               |                        |               | 1 | Harzer Falken          | 2             |            |            |  |  |        |        |        |
|               |                        |               |   | 4                      | Adendorfer EC | 0          |            |  |  |        |        |        |
| 4             | Adendorfer EC          | 2             |   |                        |               |            |            |  |  |        |        |        |
| 5             | Salzgitter Icefighters | 1             |   |                        |               |            |            |  |  |        |        |        |
|               |                        |               | 1 | Harzer Falken          | 2             |            |            |  |  |        |        |        |
|               |                        |               |   | 3                      | ECW Sande     | 0          |            |  |  |        |        |        |
| 2             | CE Timmendorfer Strand | 2             |   |                        |               |            |            |  |  |        |        |        |
| 7             | Weserstars Bremen      | 1             |   |                        |               |            |            |  |  |        |        |        |
|               |                        |               | 2 | CE Timmendorfer Strand | 1             |            |            |  |  |        |        |        |
|               |                        |               |   | 3                      | ECW Sande     | 2          |            |  |  |        |        |        |
| 3             | ECW Sande              | 2             |   |                        |               |            |            |  |  |        |        |        |
| 6             | Harsefeld Tigers       | 0             |   |                        |               |            |            |  |  |        |        |        |
|               |                        |               |   |                        |               |            |            |  |  |        |        |        |

#### Viertelfinale
| Paarung                                    | Serie | Spiel 1 | Spiel 2 | Spiel 3 |
| ------------------------------------------ | ----- | ------- | ------- | ------- |
| Harzer Falken – Hamburger SV               | 2-0   | 5:2     | 4:1     | -       |
| Adendorfer EC – Salzgitter Icefighters     | 2-1   | 4:3 OT  | 4:5     | 5:2     |
| CE Timmendorfer Strand – Weserstars Bremen | 2-1   | 4:7     | 8:3     | 4:2     |
| ECW Sande – Harsefeld Tigers               | 2-0   | 6:3     | 4:2     | -       |

#### Halbfinale
| Paarung                            | Serie | Spiel 1 | Spiel 2 | Spiel 3 |
| ---------------------------------- | ----- | ------- | ------- | ------- |
| Harzer Falken – Adendorfer EC      | 2-0   | 4:3 OT  | 4:2     | -       |
| CE Timmendorfer Strand – ECW Sande | 1-2   | 3:6     | 5:4     | 1:4     |

#### Finale
| Paarung                   | Serie | Spiel 1 | Spiel 2 | Spiel 3 |
| ------------------------- | ----- | ------- | ------- | ------- |
| Harzer Falken – ECW Sande | 2-0   | 3:1     | 4:3 OT2 | -       |

## Regionalliga Ost
Die Regionalliga Ost umfasst Mannschaften der Bundesländer Berlin, Sachsen, Sachsen-Anhalt, Thüringen und ab 2023 auch eine Mannschaft aus Hessen. Ausrichter ist der Sächsische Eissportverband.

### Teilnehmer
Die Liga spielt mit neun Mannschaften. Die SCC Adler Berlin stiegen als Meister der Landesliga Berlin in die Regionalliga auf. Die Luchse Lauterbach kommen aus der Regionalliga West, aus der Vereine außerhalb von Nordrhein-Westfalen ausgeschlossen wurden.
- SCC Adler Berlin (Aufsteiger)
- Eisbären Juniors Berlin
- FASS Berlin
- Chemnitz Crashers (Titelverteidiger)
- Dresdner Eislöwen 1b
- Luchse Lauterbach (Neu aus der ehemaligen Regionalliga West)
- Tornado Niesky
- Schönheider Wölfe
- ES Weißwasser U23

### Modus und Termine
Die Hauptrunde lief vom 23. September 2023 bis zum 25. Februar 2024. Nach einer 1,5fach-Runde und zwei zusätzlichen regionalen Spielen wird in den Play-offs, im Modus „Best-of-Three“, mit acht teilnehmenden Mannschaften der Meister der Regionalliga Ost – und zugleich Aufsteiger in die drittklassige Oberliga Nord – ermittelt.

### Hauptrunde
|    | Mannschaft              | Sp | S3 | S2 | N1 | N0 | Tore    | Diff. | Pkte |
| -- | ----------------------- | -- | -- | -- | -- | -- | ------- | ----- | ---- |
| 1. | FASS Berlin             | 26 | 22 | 0  | 2  | 2  | 219:063 | +156  | 68   |
| 2. | Schönheider Wölfe       | 26 | 21 | 1  | 1  | 3  | 202:060 | +142  | 66   |
| 3. | Chemnitz Crashers (M)   | 26 | 18 | 2  | 1  | 5  | 138:086 | +052  | 59   |
| 4. | Luchse Lauterbach (N)   | 26 | 16 | 2  | 0  | 8  | 139:089 | +050  | 52   |
| 5. | Eisbären Juniors Berlin | 26 | 10 | 2  | 2  | 12 | 102:119 | −017  | 36   |
| 6. | Tornado Niesky          | 26 | 9  | 1  | 2  | 14 | 103:132 | −029  | 31   |
| 7. | ES Weißwasser U23       | 26 | 7  | 0  | 0  | 19 | 088:155 | −067  | 21   |
| 8. | Dresdner Eislöwen 1b    | 26 | 5  | 0  | 0  | 21 | 075:199 | −124  | 15   |
| 9. | SCC Adler Berlin (N)    | 26 | 1  | 0  | 0  | 25 | 052:215 | −163  | 03   |

Abkürzungen: Sp = Spiele, S3 = Siege, S2 = Siege nach Verlängerung oder Penaltyschießen, N1 = Niederlagen nach Verlängerung oder Penaltyschießen, N0 = Niederlagen, (M) = Meister der Vorsaison, (N) = Aufsteiger/Neuling
Qualifiziert für die Play-offs. Abstieg in die Landesliga Berlin (Rückzug).

Ein für den 17. Februar 2024 angesetztes Spiel des ES Weißwasser gegen die SCC Adler wurde abgesagt und mit 5:0 gewertet, weil die Gäste wegen zu vieler erkrankter Spieler nicht antraten.

### Playoffs
Die Playoffs werden vom 1. bis spätestens 30. März 2024 in allen Runden im Modus best-of-three ausgespielt.
| Viertelfinale                                         | Viertelfinale                                         | Viertelfinale                                         |                                                       | Halbfinale                                            | Halbfinale                                            | Halbfinale                                            |   |             | Finale            | Finale | Finale |
|                                                       |                                                       |                                                       |                                                       |                                                       |                                                       |                                                       |   |             |                   |        |        |
| 1                                                     | FASS Berlin                                           | 2                                                     |                                                       |                                                       |                                                       |                                                       |   |             |                   |        |        |
| 8                                                     | Dresdner Eislöwen 1b                                  | 0                                                     |                                                       |                                                       |                                                       |                                                       |   |             |                   |        |        |
|                                                       |                                                       |                                                       | 1                                                     | FASS Berlin                                           | 2                                                     |                                                       |   |             |                   |        |        |
|                                                       |                                                       |                                                       | 4                                                     | Luchse Lauterbach                                     | 1                                                     |                                                       |   |             |                   |        |        |
| 4                                                     | Luchse Lauterbach                                     | 2                                                     |                                                       |                                                       |                                                       |                                                       |   |             |                   |        |        |
| 5                                                     | Eisbären Juniors Berlin                               | 0                                                     |                                                       |                                                       |                                                       |                                                       |   |             |                   |        |        |
| (Die Teams werden nach der ersten Runde neu gesetzt.) | (Die Teams werden nach der ersten Runde neu gesetzt.) | (Die Teams werden nach der ersten Runde neu gesetzt.) | (Die Teams werden nach der ersten Runde neu gesetzt.) | (Die Teams werden nach der ersten Runde neu gesetzt.) | (Die Teams werden nach der ersten Runde neu gesetzt.) | (Die Teams werden nach der ersten Runde neu gesetzt.) | 1 | FASS Berlin | 2                 |        |        |
| (Die Teams werden nach der ersten Runde neu gesetzt.) | (Die Teams werden nach der ersten Runde neu gesetzt.) | (Die Teams werden nach der ersten Runde neu gesetzt.) | (Die Teams werden nach der ersten Runde neu gesetzt.) | (Die Teams werden nach der ersten Runde neu gesetzt.) | (Die Teams werden nach der ersten Runde neu gesetzt.) | (Die Teams werden nach der ersten Runde neu gesetzt.) |   | 3           | Chemnitz Crashers | 0      |        |
| 2                                                     | Schönheider Wölfe                                     | 2                                                     |                                                       |                                                       |                                                       |                                                       |   |             |                   |        |        |
| 7                                                     | ES Weißwasser U23                                     | 0                                                     |                                                       |                                                       |                                                       |                                                       |   |             |                   |        |        |
|                                                       |                                                       |                                                       | 2                                                     | Schönheider Wölfe                                     | 0                                                     |                                                       |   |             |                   |        |        |
|                                                       |                                                       |                                                       | 3                                                     | Chemnitz Crashers                                     | 2                                                     |                                                       |   |             |                   |        |        |
| 3                                                     | Chemnitz Crashers                                     | 2                                                     |                                                       |                                                       |                                                       |                                                       |   |             |                   |        |        |
| 6                                                     | Tornado Niesky                                        | 0                                                     |                                                       |                                                       |                                                       |                                                       |   |             |                   |        |        |
|                                                       |                                                       |                                                       |                                                       |                                                       |                                                       |                                                       |   |             |                   |        |        |

#### Viertelfinale
| Paarung                                     | Serie | Spiel 1 | Spiel 2 | Spiel 3 |
| ------------------------------------------- | ----- | ------- | ------- | ------- |
| FASS Berlin – Dresdner Eislöwen 1b          | 2-0   | 11:3    | 10:2    | –       |
| Luchse Lauterbach – Eisbären Juniors Berlin | 2-0   | 8:2     | 5:3     | –       |
| Schönheider Wölfe – ES Weißwasser U23       | 2-0   | 4:1     | 15:2    | –       |
| Chemnitz Crashers – Tornado Niesky          | 2-0   | 8:4     | 5:1     | –       |

#### Halbfinale
| Paarung                               | Serie | Spiel 1   | Spiel 2 | Spiel 3 |
| ------------------------------------- | ----- | --------- | ------- | ------- |
| FASS Berlin – Luchse Lauterbach       | 2-1   | 5:2       | 3:5     | 6:4     |
| Schönheider Wölfe – Chemnitz Crashers | 0-2   | 4:5 n. P. | 1:5     | –       |

#### Finale
| Paarung                         | Serie | Spiel 1 | Spiel 2 | Spiel 3 |
| ------------------------------- | ----- | ------- | ------- | ------- |
| FASS Berlin – Chemnitz Crashers | 2-0   | 5:4     | 4:1     | –       |

## Regionalliga Nordrhein-Westfalen
Der Eishockeyverband Nordrhein-Westfalen (EHV-NRW) richtet die Regionalliga nur noch für Nordrhein-Westfalen aus.

### Teilnehmer
Die Liga spielt mit sieben Mannschaften. Neu dabei sind der Landesligameister EHC Troisdorf und der EC Bergisch Land als Nachrücker. Die Mannschaft des EHC Neuwied sowie der Luchse Lauterbach ist durch ein Teilnahmeverbot von Mannschaften außerhalb Nordrhein-Westfalens nicht mehr spielberechtigt und nun in anderen Ligen vertreten.
- ESV Bergisch Gladbach
- EC Bergisch Land Raptors (Aufsteiger aus der Landesliga NRW)
- Eisadler Dortmund
- Neusser EV
- Ratinger Ice Aliens
- EHC Troisdorf Dynamite (Aufsteiger aus der Landesliga NRW)
- TuS Wiehl Penguins

### Modus
Die Teilnehmer spielen eine Doppelrunde mit 24 Spielen pro Mannschaft. Alle Mannschaften qualifizieren sich für die Play-offs, wobei der Hauptrundenerste für das Halbfinale gesetzt wird. Der Sieger der Play-offs ist als Meister der Regionalliga Nordrhein-Westfalen für den Aufstieg in die Oberliga Nord nicht qualifiziert, da der Deutsche Eishockey-Bund dieses Recht nach Ausschluss der Mannschaften außerhalb NRWs und der Umwandlung der Regionalliga West in die Regionalliga NRW entzog.

### Hauptrunde
|    | Mannschaft            | Sp | S3 | S2 | N1 | N0 | Tore   | Diff. | Pkte |
| -- | --------------------- | -- | -- | -- | -- | -- | ------ | ----- | ---- |
| 1. | Ratinger Ice Aliens   | 24 | 21 | 0  | 1  | 2  | 164:38 | +126  | 64   |
| 2. | Eisadler Dortmund     | 24 | 18 | 2  | 0  | 4  | 155:59 | +96   | 58   |
| 3. | ESV Bergisch Gladbach | 24 | 17 | 0  | 0  | 7  | 151:66 | +85   | 51   |
| 4. | Neusser EV            | 24 | 9  | 1  | 0  | 14 | 61:85  | −24   | 29   |
| 5. | TuS Wiehl             | 24 | 8  | 1  | 3  | 12 | 83:108 | −25   | 29   |
| 6. | EC Bergisch Land (N)  | 24 | 4  | 0  | 2  | 18 | 45:181 | −136  | 14   |
| 7. | EHC Troisdorf (N)     | 24 | 1  | 2  | 0  | 21 | 48:170 | −122  | 7    |

Abkürzungen: Sp = Spiele, S3 = Siege, S2 = Siege nach Verlängerung oder Penaltyschießen, N1 = Niederlagen nach Verlängerung oder Penaltyschießen, N0 = Niederlagen, (N) = Aufsteiger

Qualifiziert für die Play-offs

### Playoffs
Der Sieger der Hauptrunde ist für das Playoff-Halbfinale gesetzt. Die restlichen Mannschaften kämpfen in der 1. Runde, im Modus best-of-three, um die weiteren Halbfinalplätze. In diesem und dem Finale wird dann der Sieger nach maximal fünf Spielen ermittelt.
| 1. Runde | 1. Runde              | 1. Runde |   |                   | Halbfinale        | Halbfinale            | Halbfinale |  |  | Finale | Finale | Finale |
|          |                       |          |   |                   |                   |                       |            |  |  |        |        |        |
|          |                       |          |   |                   | 1                 | Ratinger Ice Aliens   | 3          |  |  |        |        |        |
|          |                       |          |   |                   | 4                 | Neusser EV            | 0          |  |  |        |        |        |
| 4        | Neusser EV            | 2        |   |                   |                   |                       |            |  |  |        |        |        |
| 5        | TuS Wiehl             | 1        |   |                   |                   |                       |            |  |  |        |        |        |
|          |                       |          |   |                   | 1                 | Ratinger Ice Aliens   | 3          |  |  |        |        |        |
|          |                       |          |   | 2                 | Eisadler Dortmund | 0                     |            |  |  |        |        |        |
| 2        | Eisadler Dortmund     | 2        |   |                   |                   |                       |            |  |  |        |        |        |
| 7        | EHC Troisdorf         | 0        |   |                   |                   |                       |            |  |  |        |        |        |
|          |                       |          | 2 | Eisadler Dortmund | 3                 |                       |            |  |  |        |        |        |
|          |                       |          |   |                   | 3                 | ESV Bergisch Gladbach | 2          |  |  |        |        |        |
| 3        | ESV Bergisch Gladbach | 2        |   |                   |                   |                       |            |  |  |        |        |        |
| 6        | EC Bergisch Land      | 0        |   |                   |                   |                       |            |  |  |        |        |        |
|          |                       |          |   |                   |                   |                       |            |  |  |        |        |        |

#### 1. Runde
| Paarung                                  | Serie | Spiel 1 | Spiel 2   | Spiel 3 |
| ---------------------------------------- | ----- | ------- | --------- | ------- |
| Neusser EV – TuS Wiehl                   | 2-1   | 4:3     | 2:3 n. P. | 7:3     |
| Eisadler Dortmund – EHC Troisdorf        | 2-0   | 9:0     | 7:2       | –       |
| ESV Bergisch Gladbach – EC Bergisch Land | 2-0   | 5:0     | 14:0      | –       |

#### Halbfinale
| Paarung                                   | Serie | Spiel 1 | Spiel 2   | Spiel 3 | Spiel 4   | Spiel 5 |
| ----------------------------------------- | ----- | ------- | --------- | ------- | --------- | ------- |
| Ratinger Ice Aliens – Neusser EV          | 3-0   | 5:1     | 9:0       | 6:1     | –         | –       |
| Eisadler Dortmund – ESV Bergisch Gladbach | 3-2   | 6:4     | 7:6 n. P. | 4:7     | 5:6 n. P. | 6:4     |

#### Finale
| Paarung                                 | Serie | Spiel 1 | Spiel 2 | Spiel 3 | Spiel 4 | Spiel 5 |
| --------------------------------------- | ----- | ------- | ------- | ------- | ------- | ------- |
| Ratinger Ice Aliens – Eisadler Dortmund | 3-0   | 5:3     | 3:0     | 3:2     | –       | –       |

## Regionalliga Südwest
Die Regionalliga Süd-West umfasst das Gebiet des Bundeslandes Baden-Württemberg. Ausrichter ist der Eissport-Verband Baden-Württemberg. Traditionell nimmt auch der EHC Zweibrücken aus Rheinland-Pfalz an der Liga teil.

### Teilnehmer
Der Vizemeister der Vorsaison, die Stuttgart Rebels, haben erfolgreich die Zulassung zur Oberliga Süd erhalten, da durch den Verzicht des Meisters EHC Zweibrücken Hornets und des Meisters aus Bayern, EHC Königsbrunn, ein Aufstiegsplatz zur Verfügung stand. Die Liga reduziert sich somit auf nur noch fünf Teilnehmer, da es aus der Landesliga Baden-Württemberg keinen Aufsteiger gab. Zudem erklärten die Pforzheim Bisons, dass sie sich nach drei Jahren in der Regionalliga wieder in die Landesliga zurückziehen.
- HEC Eisbären Heilbronn
- SC Bietigheim-Bissingen 1b
- ESC Hügelsheim 09
- Maddogs Mannheim
- EHC Zweibrücken Hornets (Titelverteidiger)

### Modus
Die Regionalliga Südwest spielt eine Hauptrunde, in der alle Mannschaften fünfmal aufeinandertreffen. Nach der Hauptrunde spielen zunächst der Viert- und Fünftplatzierte in einer Pre-Play-off-Runde um den vierten Startplatz in den Play-offs, danach treffen die vier qualifizierten Mannschaften in Halbfinale und Finale jeweils in einer Best-of-Five Serie aufeinander. Der Sieger ist als Meister der Regionalliga Südwest für die Oberliga Süd berechtigt.

### Hauptrunde
|    | Mannschaft                  | Sp | S3 | S2 | N1 | N0 | Tore   | Diff. | Pkte |
| -- | --------------------------- | -- | -- | -- | -- | -- | ------ | ----- | ---- |
| 1. | EHC Zweibrücken Hornets (M) | 20 | 16 | 2  | 1  | 1  | 129:67 | +62   | 53   |
| 2. | ESC Hügelsheim              | 20 | 12 | 2  | 2  | 4  | 119:80 | +39   | 42   |
| 3. | HEC Eisbären Heilbronn      | 20 | 11 | 1  | 2  | 6  | 109:65 | +42   | 37   |
| 4. | Maddogs Mannheim            | 20 | 3  | 1  | 0  | 16 | 59:128 | −69   | 11   |
| 5. | SC Bietigheim-Bissingen 1b  | 20 | 2  | 0  | 1  | 17 | 56:133 | −77   | 7    |

Abkürzungen: Sp = Spiele, S3 = Siege, S2 = Siege nach Verlängerung oder Penaltyschießen, N1 = Niederlagen nach Verlängerung oder Penaltyschießen, N0 = Niederlagen, (M) = Meister der Vorsaison

Qualifiziert für die Play-offs

### Playoffs
Alle teilnehmenden Teams der Hauptrunde spielen ab 17. Februar 2024 in den Playoffs den Meister der Regionalliga Südwest aus. Die erste Runde, zwischen Platz 4 und Platz 5 nach Abschluss der Hauptrunde, wird nach Hin- und Rückspiel entschieden. Das folgende Halbfinale und Finale im Modus best-of-five ausgespielt. Der Sieger der Playoffs ist sportlicher Aufsteiger in die Oberliga Süd.
| Halbfinale | Halbfinale              | Halbfinale |  |  | Finale | Finale                  | Finale |
|            |                         |            |  |  |        |                         |        |
| 1          | EHC Zweibrücken Hornets | 3          |  |  |        |                         |        |
| 4          | Maddogs Mannheim        | 2          |  |  |        |                         |        |
|            |                         |            |  |  | 1      | EHC Zweibrücken Hornets | 1      |
|            |                         |            |  |  | 3      | HEC Eisbären Heilbronn  | 3      |
| 2          | ESC Hügelsheim          | 0          |  |  |        |                         |        |
| 3          | HEC Eisbären Heilbronn  | 3          |  |  |        |                         |        |
|            |                         |            |  |  |        |                         |        |

#### 1. Runde
| Paarung                                       | Gesamt | Hinspiel | Rückspiel |
| --------------------------------------------- | ------ | -------- | --------- |
| Maddogs Mannheim – SC Bietigheim-Bissingen 1b | 7-3    | 5:4      | 2:1       |

#### Halbfinale
| Paarung                                    | Serie | Spiel 1 | Spiel 2   | Spiel 3 | Spiel 4 | Spiel 5 |
| ------------------------------------------ | ----- | ------- | --------- | ------- | ------- | ------- |
| EHC Zweibrücken Hornets – Maddogs Mannheim | 3-2   | 7:3     | 2:3 n. V. | 4:3     | 2:5     | 5:2     |
| ESC Hügelsheim – HEC Eisbären Heilbronn    | 0-3   | 1:7     | 2:9       | 0:4     | -       | -       |

#### Finale
| Paarung                                          | Serie | Spiel 1 | Spiel 2   | Spiel 3 | Spiel 4 | Spiel 5 |
| ------------------------------------------------ | ----- | ------- | --------- | ------- | ------- | ------- |
| EHC Zweibrücken Hornets – HEC Eisbären Heilbronn | 1-3   | 3:4     | 3:2 n. V. | 4:8     | 2:5     | -       |

## Bayernliga
Die Eishockey-Bayernliga 2023/24 wurde vom Bayerischen Eissport-Verband ausgerichtet und war die 56. Austragung dieser Liga.

### Teilnehmer
Der EHC Klostersee und der HC Landsberg zogen sich aus der Oberliga Süd zurück. Der EV Dingolfing stieg als Meister der Landesliga Bayern auf. Der Bayernligameister EHC Königsbrunn verzichtete auf den Aufstieg in die Oberliga. Abgestiegen sind EHC Waldkraiburg und EV Pegnitz.
- ERSC Amberg
- ESV Buchloe
- EV Dingolfing (Aufsteiger LL-Bayern)
- ESC Dorfen
- TSV Erding
- ESC Riverrats Geretsried
- ESC Kempten
- EHC Klostersee (Absteiger OL-Süd)
- EHC Königsbrunn (Titelverteidiger)
- HC Landsberg (Absteiger OL-Süd)
- TEV Miesbach
- TSV Peißenberg
- EC Pfaffenhofen
- EA Schongau
- ERV Schweinfurt
- VfE Ulm/Neu-Ulm

### Modus und Termine
Alle Teilnehmer spielen in einer Einfachrunde beginnend am 14. Oktober 2023. Die Mannschaften auf den Plätzen eins bis sechs qualifizieren sich für die Play-offs, die Teams auf den Plätzen sieben bis zehn für die Pre-Play-offs, die im Modus Best-of-Three ausgetragen werden. Das Viertelfinale findet im Modus Best-of-Seven statt, Halbfinale und Finale im Modus Best-of-Five. Das letzte Finale ist für den 1. April 2024 terminiert. Die Mannschaften auf den Plätzen 11 bis 16 und die beiden Verlierer der Pre-Play-offs, spielen ab dem 16. Februar 2024 in einer Einfachrunde einen Absteiger in die Landesliga aus.

### Hauptrunde
|     | Mannschaft               | Sp | S3 | S2 | N1 | N0 | Tore    | Diff. | Pkte |
| --- | ------------------------ | -- | -- | -- | -- | -- | ------- | ----- | ---- |
| 1.  | TSV Erding               | 30 | 26 | 0  | 0  | 4  | 190:72  | +118  | 78   |
| 2.  | TSV Peißenberg           | 30 | 19 | 3  | 2  | 6  | 137:90  | +47   | 65   |
| 3.  | TEV Miesbach             | 30 | 19 | 2  | 1  | 8  | 132:92  | +40   | 62   |
| 4.  | EHC Königsbrunn (M)      | 30 | 18 | 2  | 3  | 7  | 146:79  | +67   | 61   |
| 5.  | ESC Kempten              | 30 | 18 | 3  | 0  | 9  | 129:76  | +53   | 60   |
| 6.  | EHC Klostersee (A)       | 30 | 15 | 5  | 2  | 8  | 112:99  | +13   | 57   |
| 7.  | HC Landsberg (A)         | 30 | 17 | 1  | 3  | 9  | 118:99  | +19   | 56   |
| 8.  | ERSC Amberg              | 30 | 16 | 0  | 3  | 11 | 109:90  | +19   | 51   |
| 9.  | ESV Buchloe              | 30 | 12 | 4  | 0  | 14 | 112:126 | −14   | 44   |
| 10. | VfE Ulm/Neu-Ulm          | 30 | 11 | 2  | 3  | 14 | 133:133 | 0     | 40   |
| 11. | EA Schongau              | 30 | 9  | 3  | 5  | 13 | 120:141 | −21   | 38   |
| 12. | ESC Riverrats Geretsried | 30 | 8  | 1  | 3  | 18 | 95:140  | −45   | 29   |
| 13. | EV Dingolfing (N)        | 30 | 6  | 1  | 5  | 18 | 91:145  | −54   | 25   |
| 14. | ERV Schweinfurt          | 30 | 5  | 2  | 1  | 22 | 104:161 | −57   | 20   |
| 15. | ESC Dorfen               | 30 | 4  | 3  | 1  | 22 | 89:169  | −80   | 19   |
| 16. | EC Pfaffenhofen          | 30 | 4  | 1  | 1  | 24 | 86:191  | −105  | 15   |

Abkürzungen: Sp = Spiele, S3 = Siege, S2 = Siege nach Verlängerung oder Penaltyschießen, N1 = Niederlagen nach Verlängerung oder Penaltyschießen, N0 = Niederlagen, (M) = Meister der Vorsaison, (A) = Absteiger aus der Oberliga Süd, (N) = Aufsteiger aus der Landesliga Bayern
 Teilnehmer Playoffs  Teilnehmer Pre-Playoffs  Teilnehmer Abstiegsrunde

### Playoffs
Die Playoffs zum bayerischen Eishockey-Meister wurden ab dem 4. Februar 2024 in vier Runden ausgespielt. In den Pre-Playoffs wurde der Sieger nach dem Modus best-of-three ermittelt. Die Verlierer der Pre-Playoffs nahmen an der Abstiegsrunde teil. Im Viertelfinale wird best-of-seven angewandt und im Halb- sowie Finale der Modus best-of-five.
| Pre-Playoffs                                                  | Pre-Playoffs                                                  | Pre-Playoffs                                                  |                                                               | Viertelfinale                                                 | Viertelfinale                                                 | Viertelfinale                                                 |                                                               | Halbfinale                                                    | Halbfinale                                                    | Halbfinale                                                    |   |                | Finale          | Finale | Finale |
|                                                               |                                                               |                                                               |                                                               |                                                               |                                                               |                                                               |                                                               |                                                               |                                                               |                                                               |   |                |                 |        |        |
|                                                               |                                                               |                                                               |                                                               | 1                                                             | TSV Erding                                                    | 4                                                             |                                                               |                                                               |                                                               |                                                               |   |                |                 |        |        |
| 8                                                             | ERSC Amberg                                                   | 2                                                             |                                                               |                                                               |                                                               |                                                               |                                                               |                                                               |                                                               |                                                               |   |                |                 |        |        |
| 8                                                             | ERSC Amberg                                                   | 2                                                             |                                                               |                                                               |                                                               | 1                                                             | TSV Erding                                                    | 2                                                             |                                                               |                                                               |   |                |                 |        |        |
| 9                                                             | ESV Buchloe                                                   | 1                                                             | 4                                                             | EHC Königsbrunn                                               | 3                                                             |                                                               |                                                               |                                                               |                                                               |                                                               |   |                |                 |        |        |
|                                                               |                                                               |                                                               | 4                                                             | EHC Königsbrunn                                               | 4                                                             |                                                               |                                                               |                                                               |                                                               |                                                               |   |                |                 |        |        |
| 5                                                             | ESC Kempten                                                   | 1                                                             |                                                               |                                                               |                                                               |                                                               |                                                               |                                                               |                                                               |                                                               |   |                |                 |        |        |
| (Die Teams werden nach den ersten beiden Runden neu gesetzt.) | (Die Teams werden nach den ersten beiden Runden neu gesetzt.) | (Die Teams werden nach den ersten beiden Runden neu gesetzt.) | (Die Teams werden nach den ersten beiden Runden neu gesetzt.) | (Die Teams werden nach den ersten beiden Runden neu gesetzt.) | (Die Teams werden nach den ersten beiden Runden neu gesetzt.) | (Die Teams werden nach den ersten beiden Runden neu gesetzt.) | (Die Teams werden nach den ersten beiden Runden neu gesetzt.) | (Die Teams werden nach den ersten beiden Runden neu gesetzt.) | (Die Teams werden nach den ersten beiden Runden neu gesetzt.) | (Die Teams werden nach den ersten beiden Runden neu gesetzt.) | 2 | TSV Peißenberg | 0               |        |        |
| (Die Teams werden nach den ersten beiden Runden neu gesetzt.) | (Die Teams werden nach den ersten beiden Runden neu gesetzt.) | (Die Teams werden nach den ersten beiden Runden neu gesetzt.) | (Die Teams werden nach den ersten beiden Runden neu gesetzt.) | (Die Teams werden nach den ersten beiden Runden neu gesetzt.) | (Die Teams werden nach den ersten beiden Runden neu gesetzt.) | (Die Teams werden nach den ersten beiden Runden neu gesetzt.) | (Die Teams werden nach den ersten beiden Runden neu gesetzt.) | (Die Teams werden nach den ersten beiden Runden neu gesetzt.) | (Die Teams werden nach den ersten beiden Runden neu gesetzt.) | (Die Teams werden nach den ersten beiden Runden neu gesetzt.) |   | 4              | EHC Königsbrunn | 3      |        |
|                                                               |                                                               |                                                               |                                                               | 2                                                             | TSV Peißenberg                                                | 4                                                             |                                                               |                                                               |                                                               |                                                               |   |                |                 |        |        |
| 7                                                             | HC Landsberg                                                  | 1                                                             |                                                               |                                                               |                                                               |                                                               |                                                               |                                                               |                                                               |                                                               |   |                |                 |        |        |
| 7                                                             | HC Landsberg                                                  | 2                                                             |                                                               |                                                               |                                                               | 2                                                             | TSV Peißenberg                                                | 3                                                             |                                                               |                                                               |   |                |                 |        |        |
| 10                                                            | VfE Ulm/Neu-Ulm                                               | 0                                                             | 3                                                             | TEV Miesbach                                                  | 2                                                             |                                                               |                                                               |                                                               |                                                               |                                                               |   |                |                 |        |        |
|                                                               |                                                               |                                                               | 3                                                             | TEV Miesbach                                                  | 4                                                             |                                                               |                                                               |                                                               |                                                               |                                                               |   |                |                 |        |        |
| 6                                                             | EHC Klostersee                                                | 0                                                             |                                                               |                                                               |                                                               |                                                               |                                                               |                                                               |                                                               |                                                               |   |                |                 |        |        |

#### Pre-Playoffs
| Paarung                        | Serie | Spiel 1 | Spiel 2   | Spiel 3   |
| ------------------------------ | ----- | ------- | --------- | --------- |
| HC Landsberg – VfE Ulm/Neu-Ulm | 2-0   | 5:2     | 4:3 n. V. | -         |
| ERSC Amberg – ESV Buchloe      | 2-1   | 2:6     | 2:1       | 5:4 n. V. |

#### Viertelfinale
| Paarung                       | Serie | Spiel 1   | Spiel 2 | Spiel 3   | Spiel 4   | Spiel 5 | Spiel 6 | Spiel 7 |
| ----------------------------- | ----- | --------- | ------- | --------- | --------- | ------- | ------- | ------- |
| TSV Erding – ERSC Amberg      | 4-2   | 1:2       | 5:0     | 2:3 n. V. | 3:0       | 9:0     | 5:0     | -       |
| EHC Königsbrunn – ESC Kempten | 4-1   | 4:1       | 6:3     | 1:0 n. P. | 0:4       | 6:3     | -       | -       |
| TSV Peißenberg – HC Landsberg | 4-1   | 5:4 n. V. | 2:3     | 5:4 n. P. | 4:2       | 2:1     | -       | -       |
| TEV Miesbach – EHC Klostersee | 4-0   | 10:2      | 4:1     | 6:1       | 4:3 n. P. | -       | -       | -       |

#### Halbfinale
| Paarung                       | Serie | Spiel 1 | Spiel 2 | Spiel 3   | Spiel 4 | Spiel 5   |
| ----------------------------- | ----- | ------- | ------- | --------- | ------- | --------- |
| TSV Erding – EHC Königsbrunn  | 2-3   | 3:0     | 4:1     | 3:4 n. V. | 1:5     | 3:4 n. V. |
| TSV Peißenberg – TEV Miesbach | 3-2   | 4:7     | 4:3     | 1:2       | 5:4     | 6:3       |

#### Finale
| Paarung                          | Serie | Spiel 1 | Spiel 2 | Spiel 3 | Spiel 4 | Spiel 5 |
| -------------------------------- | ----- | ------- | ------- | ------- | ------- | ------- |
| TSV Peißenberg – EHC Königsbrunn | 0-3   | 0:1     | 1:2     | 6:7 n.P | -       | -       |

### Abstiegsrunde
Die Abstiegsrunde wurde in einer Einfachrunde ausgespielt. Die letztplatzierte Mannschaft steigt in die fünftklassige Landesliga Bayern ab.
Stand 22. März 2024
|    | Mannschaft               | Sp | S3 | S2 | N1 | N0 | Tore  | Diff. | Pkte |
| -- | ------------------------ | -- | -- | -- | -- | -- | ----- | ----- | ---- |
| 1. | ESC Riverrats Geretsried | 14 | 9  | 1  | 3  | 3  | 74:52 | +22   | 32   |
| 2. | VfE Ulm / Neu-Ulm        | 14 | 8  | 2  | 0  | 4  | 68:48 | +20   | 28   |
| 3. | ESV Buchloe              | 14 | 7  | 2  | 1  | 4  | 68:54 | +14   | 26   |
| 4. | EV Dingolfing            | 14 | 6  | 2  | 0  | 6  | 63:55 | +8    | 22   |
| 5. | ERV Schweinfurt          | 14 | 6  | 0  | 3  | 5  | 66:59 | +7    | 21   |
| 6. | EA im TSV Schongau 1863  | 14 | 5  | 1  | 1  | 7  | 50:63 | −13   | 18   |
| 7. | EC Pfaffenhofen          | 14 | 4  | 1  | 2  | 7  | 54:59 | −5    | 16   |
| 8. | ESC Dorfen               | 14 | 1  | 1  | 0  | 12 | 38:91 | −53   | 5    |

Abkürzungen: Sp = Spiele, S3 = Siege, S2 = Siege nach Verlängerung oder Penaltyschießen, N1 = Niederlagen nach Verlängerung oder Penaltyschießen, N0 = Niederlagen
 Absteiger in die Landesliga Bayern

### Endplatzierung
Aktuelle Platzierungen nach der Auf-, Abstiegsrunde und den Playoffs der Bayernliga-Meisterschaft 2023/24.
| Platz | Mannschaft      | Platz | Mannschaft                |
| ----- | --------------- | ----- | ------------------------- |
| 1.    | EHC Königsbrunn | 9.    | ESC River Rats Geretsried |
| 2.    | TSV Peißenberg  | 10.   | VfE Ulm / Neu-Ulm         |
| 3.    | TSV Erding      | 11.   | ESV Buchloe               |
| 4.    | TEV Miesbach    | 12.   | EV Dingolfing             |
| 5.    | ESC Kempten     | 13.   | ERV Schweinfurt           |
| 6.    | EHC Klostersee  | 14.   | EA Schongau               |
| 7.    | HC Landsberg    | 15.   | EC Pfaffenhofen           |
| 8.    | ERSC Amberg     | 16.   | ESC Dorfen                |

Endstand: 28. März 2024  „Bayerischer Meister“  Aufsteiger noch offen  „Absteiger in die Bayerische Landesliga“.
 Quelle: bev-eissport Nach BEV Durchführungsbestimmungen 2023/24.